# Juana Molina
Juana Rosario Molina (Buenos Aires, 1 de octubre de 1962) es una compositora, intérprete y actriz argentina.
Es hija del cantante de tango y boleros Horacio Molina (1935-2018) y de la arquitecta, actriz y exmodelo Chunchuna Villafañe.
Es conocida por su sonido distintivo y personal, considerado por algunos como folktrónica, ambient, experimental o neofolk, aunque, según palabras de la propia artista, lo mejor de la música es que sea inclasificable.
Antes de dedicarse a la música, Molina alcanzó la fama como actriz de comedia a comienzos de los años noventa, primero con pequeñas participaciones en distintos programas como La noticia rebelde, donde comenzaba a desplegar su talento para captar y satirizar las esencias de las distintas personalidades reconocibles a nivel nacional; luego como actriz secundaria en el reconocido programa de Antonio Gasalla para pasar rápidamente a ser la actriz principal de su propio programa en el año 1991, titulado Juana y sus hermanas, consolidando a sus personajes entre los que se encuentran Marcela Balsam (originalmente Marcela Espectacular), Yesica Yoni, Judith, Stefi Grasa, Ruth, Lulu et Petit President, Roxana Peyrou, Alana Paulasa, Las Cachivacheras, Flor de Li, Gladys, la profe de gym, la conductora de televentas, entre otros. En el apogeo de su popularidad, dejó su carrera como actriz para perseguir su verdadero sueño, vivir de la música.
Su álbum debut, Rara, fue producido por Gustavo Santaolalla y fue editado en 1996, recibiendo críticas negativas en los medios locales, que resentían su salida de la televisión. Abatida por las críticas, se mudó a Los Ángeles, donde había sido mejor recibida su música y empieza a familiarizarse con los instrumentos electrónicos. A continuación, regresó a Buenos Aires para producir su segundo álbum, Segundo, con la incorporación de los elementos sonoros que había aprendido. Cada uno de sus siguientes álbumes han añadido una nueva complejidad a su música, que se caracteriza por bucles, capas de sonidos acústicos y electrónicos.
A pesar de la reacción negativa inicial a su música en su país de origen, los críticos han defendido consistentemente el cuerpo de la obra de Molina, alabando su música y la experimentación. En 2013, el diario El País escribió, "se estableció como la estrella del sonido vanguardista de su país en el mundo."

## Biografía

### Primeros años
Juana Molina creció en un hogar musical. Su padre, Horacio Molina, fue un cantante de tango y  quien dio a Juana sus primeras lecciones de guitarra. Su madre, Chunchuna Villafañe, es una célebre modelo y actriz.
La carrera musical de Juana Molina se remonta a sus primeros años con la guitarra. Explicaba que "Las primeras canciones que escribí eran como bucles. Me pasaba semanas jugando las mismas notas o pocos acordes, entraba en un trance. Pero no tenía la confianza necesaria para dejarlos que se expresaran por ellos mismos. Así que insertaba un coro, verso y el puente para que se asemejaran a las estructuras tradicionales de la canción."
Tras el golpe militar de 1976, autodenominado Proceso de Reorganización Nacional, la familia se trasladó primero a Madrid y luego a París. Durante esos años de formación adolescente en París, la curiosidad musical de Juana se amplió enormemente. Allí, un par de estaciones de radio francesas que Juana escuchaba regularmente ofrecían programas con música de todo el mundo. A ella le encantaron los sonidos curiosos, exóticos: "Todo eso realmente me fascinó, me pareció que era de otro mundo."
En 1981, Molina regresó a Buenos Aires. Para financiar sus estudios de arquitectura, tuvo varios trabajos pequeños, incluyendo una experiencia fracasada como corista en pequeñas bandas. En 1993 se casó con Federico Mayol, con quien tuvo una hija, Francisca, nacida en 1994.

## Carrera como actriz: 1988 - 1994

### Juana y sus hermanas
Juana Molina comenzó su carrera en 1988, como actriz en el programa humorístico La Noticia Rebelde (alusión a la película estadounidense La novicia rebelde). Hizo papeles importantes y ganó notoriedad junto a Antonio Gasalla en programas de TV conducidos por el cómico.
El éxito de sus actuaciones le ganaron su propio programa, Juana y sus hermanas (alusión a la película Hannah y sus hermanas, de Woody Allen), creado y producido por el destacado empresario y productor televisivo y de espectáculos, Fernando Marín, quien destacara los dotes naturales de Juana para protagonizar. Dicho programa, durante años, tuvo muy buena repercusión en Argentina. El ciclo se transmitió de 1991 a 1993. Le valió una estatuilla en la 22ª entrega de los Premios Martín Fierro de 1991, organizada por APTRA. Los conductores de la gala fueron Teté Coustarot y Fernando Bravo. Juana Molina ganó por Mejor Labor Cómica. Al año siguiente en la 23ª entrega de los premios fue nuevamente nominada, pero la estatuilla fue para Nelly Láinez por El Palacio De La Risa.
El ciclo de humor contaba con sketches de personajes que Juana realizaba junto a su elenco. Entre sus personajes más conocidos están: Judith, la chica judía/hippie; Marcela Balsam, el estereotipo de la modelo de los '90; Gladys, la cosmiatra; Ruth, la psicoanalista;  la Cachivachera; y la Nena. Algo que siempre destaca Molina[cita requerida] es que hacía el programa porque era el único modo por el que podía ganar dinero para cantar. El ciclo le permitió lanzar una recopilación de canciones grabadas para su programa de TV en 1991. Más adelante el último ciclo del programa dio un vuelco más musical, Molina tenía más invitados musicales que sus propios sketches y en la mayoría de los programas intervenía el artista invitado con Juana. Gracias al éxito del programa logró hacer temporadas en el teatro en Capital Federal y en Punta del Este.
Cuando Molina quedó embarazada en 1994, tuvo que suspender el programa. Se encontró reflexionando sobre su rápido ascenso al estrellato y vio que su éxito en la televisión la estaba apartando de su entrada en el mundo de la música. Decidió cancelar el programa, a pesar de que estaba en la cúspide de su popularidad, algo que muchos críticos[¿quién?] siguen teniendo en su contra desde hace años.

## Carrera como cantante y compositora: 1994-presente

### Rara(1996)
Luego de haberse retirado de la actuación (pese a que ella asegura no ser actriz), Juana Molina decidió finalmente dedicarse a su gran pasión: la música. Escribió y compuso canciones entre 1995 y 1996 para lo que sería su primer disco, el cual se publica en el '96 con el título de Rara, y que contó con la producción de Gustavo Santaolalla. El álbum fue grabado solo con una guitarra acústica y un teclado, generando una atmósfera folk. El primer corte de difusión, "Sólo en sueños", fue el único tema del álbum que tuvo un videoclip. El video comienza mostrando a Juana en una cocina sirviéndose un vaso de leche y una mosca que da vueltas alrededor de ella, molestándola mientras intenta cantar, prosigue con dos niñas vestidas de rojo, con una cámara de fotos y escenas de calles y vidrieras de la ciudad de Buenos Aires, además de tomas de ella tocando la guitarra sola y hasta con una banda en la cocina. La dirección del video estuvo a cargo de Eduardo Capilla y Mariano Galperin.
Los críticos locales[¿quién?] aseveraron que Rara era como un proyecto paralelo caprichoso e insistieron con su retórica de por qué había cambiado de carrera en la cima de su éxito en la televisión. Juana recuerda[cita requerida] entrevistas de ese tiempo que no incluían nada relacionado con su álbum debut, y solo le preguntaban por su decisión de cancelar el programa. Las estaciones de radio, por su parte, no emitían sus canciones y las tiendas de discos no tenían el álbum a la venta.
Juana Molina igual hizo algunas presentaciones en Argentina para promover el disco y cuenta[cita requerida] que al principio tenía mucho pánico y miedo de olvidarse las letras de las canciones o de quedarse en blanco. Sumado a esto cuenta que en varias de las primeras presentaciones iba a verla una gran cantidad de público pero, cuando se encontraban con ella y una guitarra, no veían la conexión de Molina con la música y muchas veces quedaba la mitad de la sala vacía, o en otros casos, en plena presentación, pedían que haga algún personaje de Juana y sus hermanas, lo que hacía que Juana no se sintiera cómoda al principio.

### Retiro a Los Ángeles
Abatida por las críticas y la pobre difusión de Rara, Juana Molina quedó enredada en marañas de contratos y cambios de compañías, rescindió contrato con MCA (MCA pasó a ser parte de Universal de Estados Unidos; Santaolalla abrió su propio sello discográfico). Compró las copias de Rara que MCA nunca había distribuido y se fue a Los Ángeles con su hija y marido, donde unos amigos le habían dicho que las canciones de Rara estaban siendo muy difundidas en una radio. Un día recibió un llamado de una cantante norteamericana que había escuchado su disco y que pretendía que ella compusiera las canciones de su nuevo disco, producido por los Dust Brothers.[cita requerida]
Durante su tiempo en Los Ángeles, se familiarizó con los teclados, sintetizadores y efectos de distorsión. Estas herramientas le proporcionaron la posibilidad de tratar de aproximarse a los sonidos misteriosos y encantadores que grababa de la radio en París.

### Segundo(2000)
Cuando regresó a Buenos Aires, grabó su segundo álbum, apropiadamente titulado Segundo, en el que incorporó muchos de los nuevos ingredientes sonoros con los que había estado experimentando en Los Ángeles. Juana eligió grabar sin banda, sola en su casa, con sus máquinas, teclados y guitarras.
El disco salió a la venta a comienzos del año 2000. La tapa del disco es una foto de Alejandro Ros en posición horizontal de Juana con su larga cabellera, generando un efecto de rayas horizontales, solo mostrando apenas su nariz y boca. Segundo logró una mayor repercusión y una mejor crítica en Argentina. La revista Rolling Stone de Argentina le dio tres estrellas y media diciendo: "Segundo tiene canciones de colchón eléctrico y ambiente bucólico (¿tecno-campestre?)".
Segundo, está lleno de sintetizadores monótonos y chirridos electrónicos. En el disco, Molina musicalizó algunos versos argentinos como el Martín Fierro. Un aluvión de estos sonidos ambientales se dejó caer en un ritmo de traqueteo en la pista "Mantra Del Bicho Feo", un poema lírico que canta en su castellano rioplatense natal. Juana, en una entrevista para la revista La Mano, confirmó: "'Segundo' es el catálogo, la muestrita, la semilla y donde está todo lo que voy a hacer de aquí para adelante. Creo que nunca voy a hacer nada muy distinto o que no tenga una coherencia con 'Segundo'"
Ese mismo año, en abril comenzó un programa en la radio Supernova, la FM de Radio Nacional. Todos los sábados, Molina condujo Música Juana, donde pasaba la música que a ella le gustaba como Nick Drake, Matahari, Bunder, Brian Eno y David Byrne, entre otros.
El éxito de Segundo en Argentina fue al por menor, por lo que constantemente viajó a Estados Unidos, donde la invitaban a tocar más seguido. Una de las radios que más influencia tuvo en este comienzo fue la KCRW de California, donde ofreció varios shows seguidos. Segundo, fue nominado "Best World Music Album 2003" de la revista Entertainment Weekly.

### Tres Cosas(2002)
En 2002, Molina descubrió el dispositivo Boss RC-20 Loop Station. Este pedal le permitió cumplir una demanda que había albergado desde sus primeros años con la guitarra: permitir que esas melodías sencillas y repetitivas que la ponían en un trance pudieran registrarse y seguir sonando, mientras que ella se trasladaba a crear más, apilando una encima de otra. Fue así como nació su tercer álbum.
Producido, grabado y mezclado por Juana Molina, Tres Cosas fue acompañado nuevamente de una portada hecha por Alejandro Ros: una foto de la sombra de Juana sobre una cortina. El arte es un libro de papel rosa cosido, con las letras de las canciones y sombras de flores, ramas y hojas en blanco y negro. Una edición limitada del CD contiene los característicos escritos del sello alrededor del disco en forma de burla.

### Reconocimiento mundial
El reconocimiento llegó cuando al poco tiempo de haber salido el disco, el exlíder de Talking Heads, David Byrne, le envió a Molina un correo electrónico. El músico la convocaba para que lo acompañara como telonera en una gira por los Estados Unidos. Molina cuenta[cita requerida] que cuando Byrne compraba en línea un disco del grupo islandés Sigur Rós, le apareció una ventana de publicidad que le decía "Si te gusta este disco, ¿Por qué no probás con este otro?" y se compró Segundo.
Fueron treinta recitales en otros tantos teatros de diversas ciudades. En cada presentación David Byrne la anunciaba ante el público diciendo que Segundo se había convertido en uno de sus discos preferidos de todos los tiempos. Y es así como Juana Molina empezó a tener prensa internacional. Con este nuevo reconocimiento Juana logró expandirse entre 2002 y 2004 y llegó a tocar en varias ciudades de Europa y de Asia. En este último continente se vendieron muy bien sus tres discos y hasta consiguió que salieran reediciones, compilaciones y vinilos de sus álbumes con la característica distintiva de los obis, las tiras de papel que acompañan las ediciones japonesas de los discos y libros.
El disco Tres Cosas pasó nuevamente casi desapercibido en Argentina hasta que, hacia fines de 2004, el crítico musical Jon Pareles, para The New York Times, incluyó Tres Cosas en su lista de los 10 mejores discos del año junto con artistas internacionales como U2, Björk, Green Day y Brian Wilson. El elogio de alto perfil cambió la actitud de muchos críticos locales. Alguno[¿quién?] incluso tuvo la osadía de preguntarle qué pensaba acerca de estos extranjeros a los que les gustaba su música. Juana Molina no oculta su indignación por tales críticos y cuando se le preguntó sobre el cambio de opinión, dijo, "Uno de ellos escribió una buena crítica y luego todos lo siguieron, como hacen."[cita requerida] También figuró en el Shortlist Award 2004.
En 2004, Juana Molina prestó su voz para la versión doblada al castellano argentino para el personaje de Mujer Elástico (Elastigirl), en la película animada de Los Increíbles. En 2005, recibió el Premio Konex - "Diploma al Mérito como cantante femenina de rock".

### Son(2006)

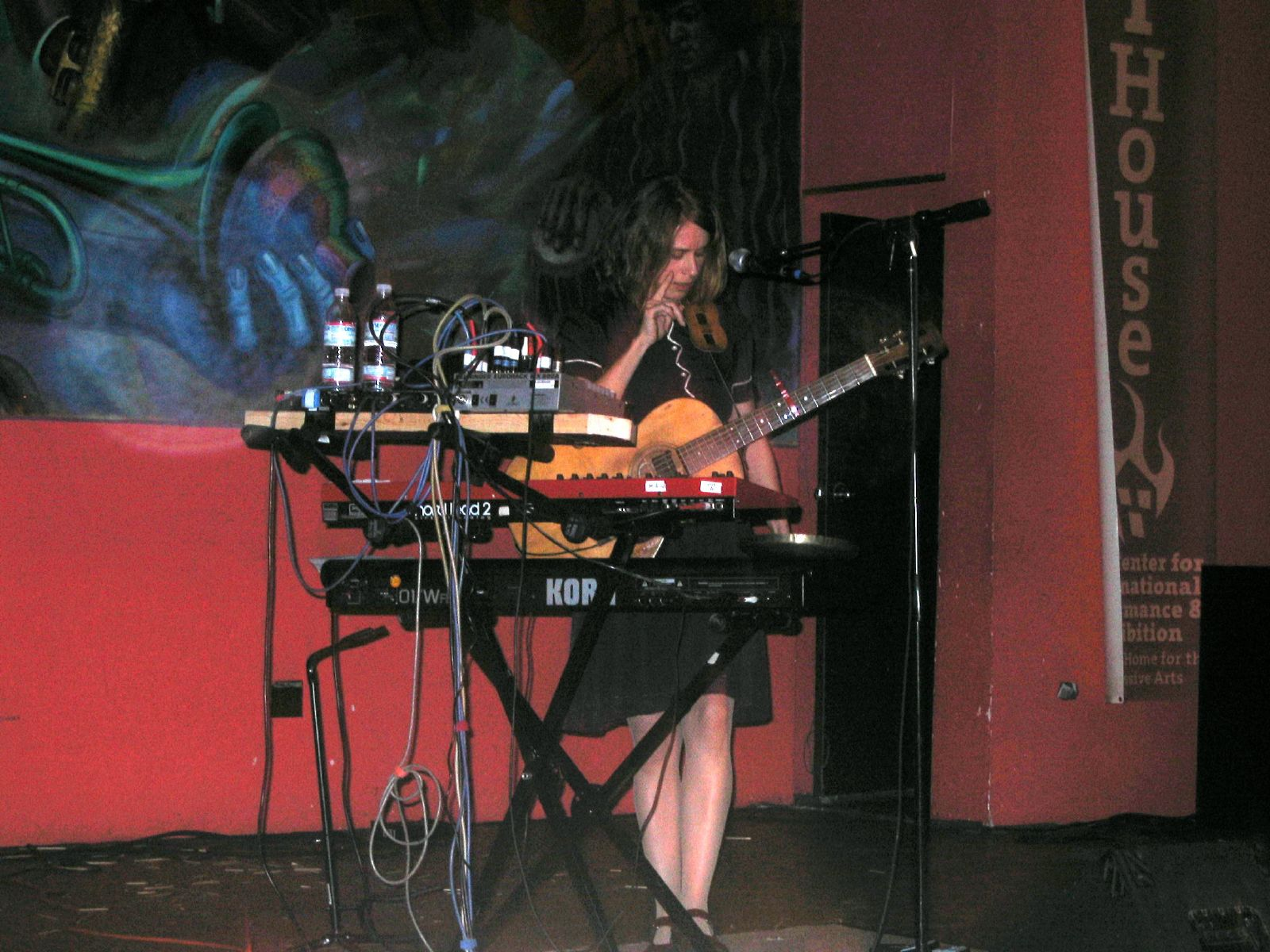
Juana Molina en 2006.

Son es el cuarto disco de Juana, casi un retorno al formato de la canción folk pop. Fue lanzado mundialmente y recibió críticas muy variadas. Consta de doce canciones compuestas, mezcladas, grabadas y producidas por Juana Molina. La portada es collage que incluye una foto de ella, texturas, y dos niñas en la portada.
Juana Molina volvió a salir de gira promoviendo el disco por Argentina, Chile, Estados Unidos, Europa y Asia. Entre esos festivales empezó a tocar también con Feist.

### Un día(2008)

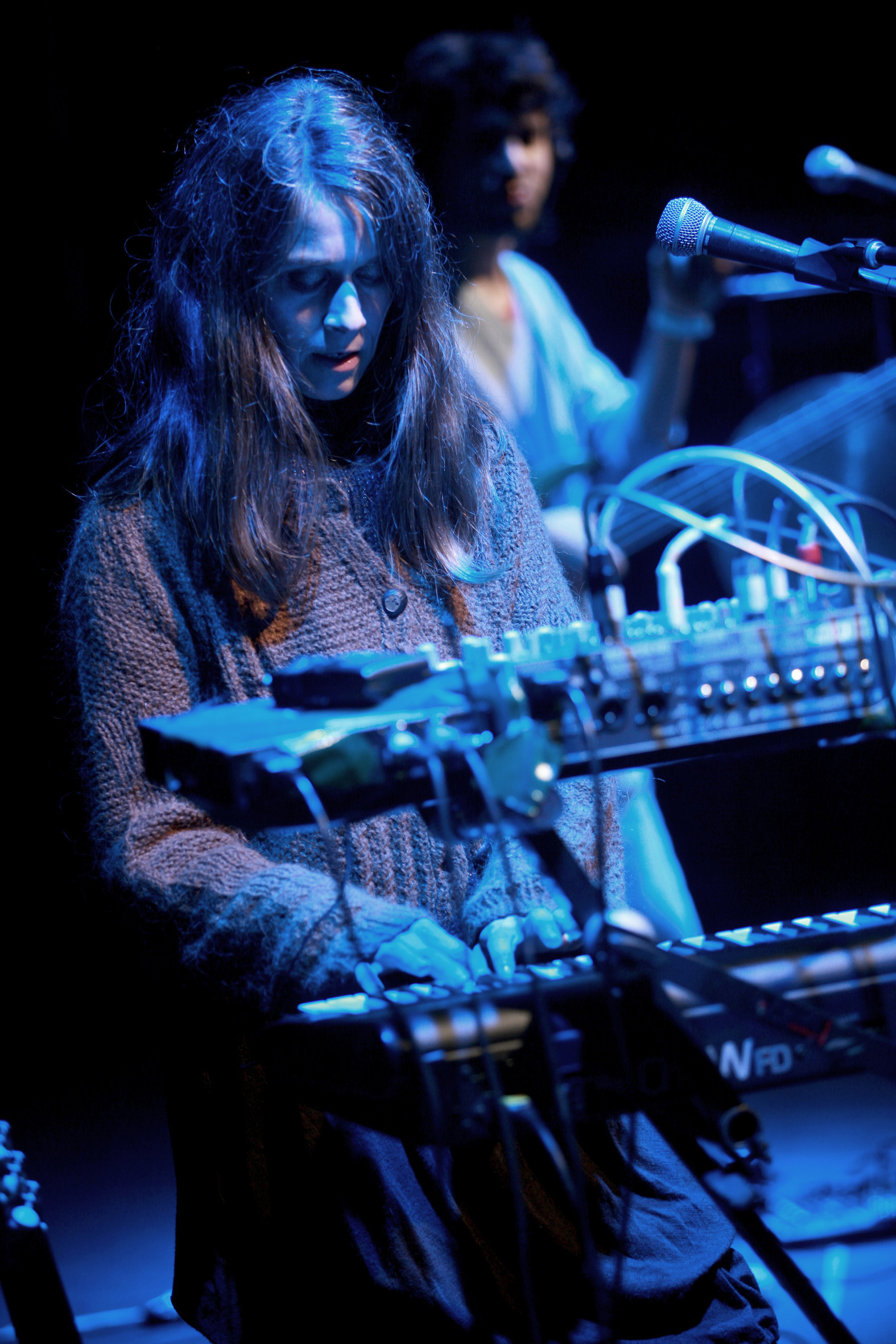
Juana Molina en vivo, 2009.

Su quinto disco, Un día, salió a la venta en octubre de 2008. La portada del disco, realizada por Alejandro Ros, es una foto de Juana Molina sobre un fondo negro con un efecto de espejos. 
En la pista del título de Un Día, ella canta: "voy a cantar las canciones sin letra y cada uno se puede imaginar si estoy hablando de amor, desilusión, banalidades o sobre Platón". Asimismo, el arte del CD no contiene las letras, sino casi únicamente un juego de fotos en espejo en un formato desplegable. La canción "Un Día", que según Rolling Stone "suena como dos canciones tocadas a la vez", tiene un video filmado y editado por la propia artista. La propia Molina contó[cita requerida] que el video surgió cuando ella se lastimó la pierna y, estando aburrida en su cama, procedió a probar los efectos de su cámara web y logra un efecto curioso y divertido. Grabó un video de casi seis minutos de duración y se lo presentó a la discográfica, que rápidamente lo empezó a difundir por la web.
Combina voces vanguardistas, guitarras en bucley percusiones hipnóticas con las atmósferas de Portishead y My Bloody Valentine.[cita requerida] Molina deja en claro su gran admiración por la poeta uruguaya Marosa di Giorgio, a quien le dedica la pieza central del disco, "Los hongos de Marosa", construida sobre armonías asimétricas, teclados envolventes y texturas de Medio Oriente. Molina logró un material muy arriesgado con melodías casi tan accesibles como las del pop convencional.[cita requerida]
Juana Molina salió de gira con Un Día por casi cinco años consecutivos, presentándose en Argentina en diversos festivales de Buenos Aires, Córdoba y Rosario, numerosas veces en Europa y Asia, en varias ciudades de Estados Unidos y hasta en un festival organizado por Matt Groening (el creador de Los Simpsons). Juana fue artista invitada y telonera en Buenos Aires en octubre de 2012, en el Teatro Ópera de la artista Feist, que visitaba por primera vez Argentina y algunos países de Latinoamérica. En el show tocaron juntas un tema de Led Zeppelin, "Whole Lotta Love". En junio de 2014, Juana actuó en el mítico Park Stage del Festival de Glastonbury. 
A finales de 2008, Juana Molina escribió el tema principal de la película Rudo y Cursi, de Carlos Cuarón y protagonizada por Gael García Bernal, Diego Luna y Guillermo Francella. La banda sonora fue editada como un álbum doble y se ubicó como la banda de sonido más vendida en México en diciembre de ese mismo año y como uno de los más vendidos dentro de los listados generales. En el videoclip, Molina aparece cantando partes del tema en un parque entre árboles y se mezcla con imágenes de la película.

### Wed 21(2013)
En 2013, editó su sexta placa, titulada Wed 21. En 2015 obtiene su segundo Premio Konex - Diploma al Mérito esta vez en la disciplina Solista Femenina de Pop.

## Cine
Realizó la música para las películas La mujer de los perros dirigida por Laura Citarella y Verónica Llinás y del documental Línea 137, dirigido por Lucía Vasallo.

## Serie
El 14 de agosto de 2025 se estrenó la serie de televisión por internet 'En el barro' disponible en Netflix. Juana Molina realiza participaciones a lo largo de sus capítulos interpretando el personaje de «Piquito»

### Publicidad
En marzo de 2013, Juana regresó a la televisión argentina con una serie de comerciales para la marca de telefonía celular Claro protagonizados por los divertidos personajes que interpretaba en su programa humorístico Juana y sus hermanas. En estos comerciales se pueden ver algunos de sus personajes más conocidos, como Marcela Balsam, Flor de Li, Gladys la "cosmiatra" y Roxana la concheta.

## Discografía
- 1994: Juana y sus hermanas (recopilación del programa)
- 1996: Rara (por Universal Music Group)
- 2000: Segundo (2003, Domino Records)
- 2002: Tres cosas (2004, Domino Records)
- 2006: Son
- 2008: Un Día
- 2013: Wed 21
- 2017: Halo
- 2019: Forfun (EP)
- 2020: ANRMAL (En Vivo en Festival NRML)